# One Post Office Square
Das Gebäude One Post Office Square ist ein Wolkenkratzer im Financial District von Boston im Bundesstaat Massachusetts der Vereinigten Staaten. Es wurde 1981 fertiggestellt und ist mit 525 ft (160,02 m) Höhe und 41 Stockwerken das zehnthöchste Gebäude der Stadt. Das Gebäude steht am namensgebenden Post Office Square, wurde vom Architekturbüro TRO Jung Brannen entwickelt und bietet ca. 71.000 m² Büroflächen und 368 Parkplätze in der angeschlossenen, achtstöckigen Tiefgarage.

## Details
Das Exterieur ist im modernen Stil gehalten und besteht aus einem Stahlrahmen mit einer Betonzuschlagsfassade. Die dreistöckige Lobby zeigt gemusterten Rosso Verona, mit Kalksinter verzierte Wände aus Marmor sowie mit spiegelnden Bronzeeinlagen verzierte Böden, Handläufe und Fensterbänke. Die Heizung, Lüftung und Klimatisierung wird durch ein automatisches System kontrolliert, das ein Maximum an Komfort und Effizienz sicherstellt. Im Erdgeschoss besteht ein privater Verbindungsweg zum benachbarten LeMeridien-Hotel.

## Auszeichnungen
- Building Owners and Managers Association (BOMA):  Landlord of the Year Award, 2000